# 政治研究季刊
《政治研究季刊》（Political Research Quarterly）是一份1948年起发行的同行评审学术期刊，由赛吉出版公司为西部政治学会出版。该期刊每年出版4次，内容涵盖政治学各研究领域。据2017年发布的期刊引证报告指，《政治研究季刊》的影响因子为1.523，在169份政治科学类的期刊排名第65位。

## 资料来源
1. ↑  . . Web of Science Social Sciences. Thomson Reuters. 2017.

## 外部连结
- 官方网站